# 豊田きいち
 豊田 きいち （とよだ きいち、本名：豐田 龜市、1925年4月6日 - 2013年1月10日）は、日本の編集者、著作権研究者。

## 略歴
1925年生まれ。旧制獨協中学校、旧制第二高等学校を経て、陸軍予備士官学校で終戦を迎える。1943年（昭和18年）早稲田大学に入学。1946年（昭和21年）、師である言語学者・金田一京助の移動に伴い、國學院大學に転入。1949年（昭和24年）卒業。同年、小学館に入社。『小学一年生』から始まり、二年から六年まで学習雑誌の編集部に在籍、51年『小学六年生』編集長、1959年に日本初の週刊少年誌となる『週刊少年サンデー』を創刊、初代編集長に就任する。63年『女性セブン』初代編集長。65年これを林四郎に譲る。その後、出版部長、取締役を歴任。1984年に小学館を退職。その後、日本児童教育振興財団専務理事、日本ユニ著作権センター代表理事に就任。
2013年1月10日永眠。87歳没。

## 著作リスト
- 『編集者の著作権基礎知識』（日本エディタースクール、1993年）
- 『マスメディアと著作権 - 著作権トラブル最前線』（太田出版、1996年）
- 『著作権と編集者・出版者』（日本エディタースクール、2004年）
- 『事件で学ぶ著作権』（太田出版、2011年）
- 『編集 -悪い本ほどすぐできる 良い本ほどむずかしい』（構成：久野寧子、パイインターナショナル、2016年）

### 監修
- 『履歴書・応募書類の鉄則』（藤原幸久著、出版館ブック・クラブ、1997年）

### 論文
- CiNii>豊田きいち